# 대한민국 대통령직인수위원회
대통령직인수위원회(大統領職引受委員會)는 대통령직 인수에 관한 법률에 의거하여 대통령 당선자가 대통령직의 원활한 인수를 위한 업무를 위해 구성하는 위원회이다. 대통령 취임 이후 30일까지 존속할 수 있으며, 활동이 끝난 후 30일 안에 위원회의 활동경과 및 예산사용 내역을 백서로 정리하여 공개해야 한다.

## 연혁
- 노태우 제13대 대한민국 대통령 당선자는 대통령 취임준비위원회를 발족시켰다. 대통령 취임준비위원회는 정부로부터 업무를 보고받는 정도에 그쳤으며, 현재의 모습을 갖춘 것은 김영삼 제14대 대한민국 대통령 당선자부터이다.[3]
- 대통령직인수위원회의 활동의 법적 근거를 마련해주는 대통령직 인수에 관한 법률은 2003년에 만들어졌다.
- 박근혜 대통령 탄핵으로 인한 보궐선거를 통해 출범한 문재인 정부는 궐위에 의한 선거로 대통령직인수위원회 없이 출범했으며, 대신 국정기획자문위원회가 사실상의 인수위원회 기능을 수행했다.[4][5]
- 윤석열 대통령 탄핵으로 인한 보궐선거를 통해 출범한 이재명 정부는 궐위에 의한 선거로 대통령직인수위원회 없이 출범했으며, 대신 국정기획위원회가 사실상의 인수위원회 기능을 수행했다.

## 용어
- 대통령당선자 : 헌법 제67조 및 공직선거법 제187조의 규정에 의하여 당선자로 결정된 자를 말한다.[6]
- 대통령직 : 헌법에 의하여 대통령에게 부여된 직무를 말한다.

## 업무
대통령직인수에관한법률에 의해 다음과 같은 업무를 집행한다.
- 정부의 조직·기능 및 예산현황의 파악
- 새 정부의 정책기조를 설정하기 위한 준비
- 대통령의 취임행사 등 관련 업무의 준비
- 그 밖에 대통령직 인수에 필요한 사항

## 구성
대통령직인수위원회의 구성은 다음과 같으며, 대통령 당선자가 임명한다.
- 위원장 1인
- 부위원장 1인
- 24인 이내의 위원
- 그 외 위원회의 효율적 업무 수행을 위해 임명되는 전문위원 또는 사무위원 등의 직원

## 역대 인수위원회
| 정부        | 대수 | 위원장         | 분과위원회                                                                           | 위원 및 직원 수 | 활동 기간                          | 활동 장소                                                     | 비고                        |
| ----------- | ---- | -------------- | ------------------------------------------------------------------------------------ | --------------- | ---------------------------------- | ------------------------------------------------------------- | --------------------------- |
| 노태우 정부 | 13대 | 이춘구(李春九) | 정치공보, 안보대외, 행정일반, 경제, 교육문화, 총무의전                               | 54명            | 1987년 12월 30일 ~ 1988년 2월 24일 | 서울특별시 종로구 삼청동 금융연수원                           |                             |
| 김영삼 정부 | 14대 | 정원식(鄭元植) | 기획조정, 통일외교안보, 정무, 경제1, 경제2, 사회문화                                 | 91명            | 1992년 12월 24일 ~ 1993년 2월 24일 | 서울특별시 영등포구 여의도동 뉴서울빌딩                       |                             |
| 김대중 정부 | 15대 | 이종찬(李鍾贊) | 기획조정, 정책, 통일외교안보, 정무, 경제1, 경제2, 사회문화                           | 208명           | 1997년 12월 26일 ~ 1998년 2월 24일 | 서울특별시 종로구 삼청동 교육행정연수원                       |                             |
| 노무현 정부 | 16대 | 임채정(林采正) | 기획조정, 외교통일안보, 정무, 경제1, 경제2, 사회문화여성                             | 246명           | 2002년 12월 30일 ~ 2003년 2월 24일 | 서울특별시 종로구 도렴동 외교통상부 청사                      |                             |
| 이명박 정부 | 17대 | 이경숙(李慶淑) | 기획조정, 정무, 외교통일안보, 법무행정, 경제1, 경제2, 사회교육문화                   | 183명           | 2007년 12월 26일 ~ 2008년 2월 24일 | 서울특별시 종로구 삼청동 금융연수원                           |                             |
| 박근혜 정부 | 18대 | 김용준(金容俊) | 기획조정, 정무, 외교국방통일, 경제1, 경제2, 법질서사회안전, 교육과학, 고용복지, 여성 | 150명           | 2013년 1월 6일 ~ 2013년 2월 24일   | 서울특별시 종로구 삼청동 금융연수원                           |                             |
| 문재인 정부 | 19대 | 김진표(金珍杓) | 기획, 경제1, 경제2, 사회, 정치행정, 외교안보                                         | 121명           | 2017년 5월 22일 ~ 2017년 7월 14일  | 서울특별시 종로구 통의동 금융감독원연수원                     | 국정기획자문위원회로 설치됨 |
| 윤석열 정부 | 20대 | 안철수(安哲秀) | 기획조정, 외교안보, 정무사법행정, 경제1, 경제2, 과학기술교육, 사회복지문화           | 184명           | 2022년 3월 18일 ~ 2022년 5월 6일   | 서울특별시 종로구 삼청동, 통의동 금융연수원, 금융감독원연수원 |                             |
| 이재명 정부 | 21대 | 이한주(李韓柱) | 기획, 경제1, 경제2, 사회1, 사회2, 정치행정, 외교안보                                 | 55명            | 2025년 6월 16일 ~ 2025년 8월 14일  | 서울특별시 종로구 창성동 정부서울청사 별관                    | 국정기획위원회로 설치됨     |

## 논란 및 비판
- 역대 인수위원회에 참여했던 위원들은 해당 정부의 고위직 관료로 임명되면서 회전문 인사라고 비판받아 왔다.[출처 필요]